# Менкалемынг
Менкалемынг (Нанкъюган, Нангъёган) (устар. Нанг-Юган) — река в Ханты-Мансийском АО России. Устье реки находится в 83 км по правому берегу реки Лямин 3-й. Длина реки составляет 128 км, площадь водосборного бассейна 583 км².
Высота устья — 69,9 м над уровнем моря. Высота истока — 123,1 м над уровнем моря.

## Притоки
- 81 км: Серакортъюган (пр)
- 96 км: Сапылъёхан (Халымевайёхан) (лв)
- 106 км: Холынглемынг (пр)

## Данные водного реестра
По данным государственного водного реестра России относится к Верхнеобскому бассейновому округу, водохозяйственный участок реки — Обь от города Нефтеюганск до впадения реки Иртыш, речной подбассейн реки — Обь ниже Ваха до впадения Иртыша. Речной бассейн реки — (Верхняя) Обь до впадения Иртыша.